# Bénigne-Urbain-Jean-Marie du Trousset d'Héricourt
Bénigne-Urbain-Jean-Marie du Trousset d'Héricourt, né le 15 juillet 1797 à Questembert (Morbihan) et décédé le 8 juillet 1851 à Autun, est un ecclésiastique français.

## Biographie
Il est le fils du marquis Bénigne-Joseph d'Héricourt, président au Parlement de Paris, qui dut fuir la capitale en 1790 et se réfugia chez Urbain Bellyno, maire de Questembert et propriétaire de l'hôtel Belmont.
Sa mère est... 
D'abord vicaire général d'Évreux, puis de Besançon, il est évêque d'Autun le 15 avril 1829 à sa mort survenue en 1851.

## Distinctions
- Chevalier de la Légion d'honneur (11 juin 1837)[1]

## Armoiries
«  de sinople au lion d'or armé et lampassé de gueules »
Grand sceau ovaleaux armes sudites dans un cartouche accompagné des attributs ordinaires et du pallium. Au bas de l'écusson pend une croix à quatre branches et à huit pointes, avec comme légende : URBus JOANes MARIA D'HERICOURT EPISCOPUS ÆDUENSIS
Ses armoiries furent sculptées vers 1845 sur la façade extérieure et l'un des contreforts de la première chapelle à gauche en entrant à la cathédrale d'Autun.